# Arnoldus Lijsen
Arnoldus Lijsen (Zutphen, 8 november 1855 – Den Haag, 13 oktober 1934) was een Nederlands componist.
Hij was zoon van stalhouder/logementhouder Hendrik Jan Lijsen en Maria Geertruida Burgers. Zelf was hij getrouwd met Amelia van Steenwijk. Hij was ridder in de Orde van Oranje-Nassau. Hij werd begraven op Oud Eik en Duinen.
Hij kreeg zijn muziekopleiding eerst van organist Franz Hageman (de vader van Maurice Hageman) en vervolgens aan het Haags conservatorium (van 1870 tot 1875 woonde hij in Den Haag) en ook te Parijs (alwaar hij ook werkte en woonde). Hij had piano, viool, klarinet, muziektheorie en compositieleer gestudeerd. Hij ging na een periode als concertmeester en dirigent in Frankrijk in november 1878 aan de slag als organist van de Hervormde Kerk en kapelmeester in Franeker. Hij wisselde die functies een jaar later in door leraar zang en toonkunst te worden aan de rijksnormaalschool in Middelburg. Hij werd ook organist in de Waalse Kerk in die stad.  Na zijn pensioen trok hij naar Den Haag.
Hij schreef de volgende werken:
- Michiel Adriaansz. De Ruyter; een kindercantate uit 1893 op tekst van Willem Hendrik Hasselbach, met het bekendere Naar zee; deels uitgevoerd tijdens een bezoek van Wilhelmina en Emma aan Middelburg in augustus 1894 als ook in 1957 bij de viering van de 350e geboortedag van De Ruyter; Lijsen en Hasselbach waren leraren aan dezelfde school
- Vrede op Aarde, driestemmig cantate, op tekst van Willem Hendrik Hasselbach, die meerdere drukken kreeg
- Leiden's strijd en zegepraal, cantate voor solisten, koor en piano, op tekst van Willem Hendrik Hasselbach
- Nova Zembla, 1596/1597; een kindercantate uit 1904 voor solisten, koor en piano, op tekst van Willem Hendrik Hasselbach; drie delen: Noordom naar Indië, Tien maanden in de ijswoestijn, Terug naar het vaderland
- Drie liederen voor zangstem en piano
- Psalm 8 voor gemengd koor
- Uit Zuid-Nederland, drie liederen voor mannenkoor
- muziek bij het volkslied van Zeeuws-Vlaanderen Van d’Ee tot Hontenisse op tekst van dominee J.N. Pattist (1919), geschreven als reactie op de annexatiewensen van België na de Eerste Wereldoorlog op dat gebied.[1]

- Gemeinsame Normdatei: 173787401
- International Standard Name Identifier: 0000 0003 9707 1544
- Nederlandse Thesaurus van Auteursnamen: 100439098
- Virtual International Authority File: 195282824